# Barranco de Charco Hondo
Barranco de Charco Hondo este o arie protejată (arie specială de conservare — SAC, sit de importanță comunitară — SCI) din Spania întinsă pe o suprafață de 392,4 ha, integral pe uscat.

## Localizare
Centrul sitului Barranco de Charco Hondo este situat la coordonatele 28°04′02″N 17°15′06″W / 28.0671°N 17.2517°V.

## Înființare
Situl Barranco de Charco Hondo a fost declarat sit de importanță comunitară în octombrie 1999 pentru a proteja 1 specie de plante. Situl a fost protejat și ca arie specială de conservare în ianuarie 2010.

## Biodiversitate
Situată în ecoregiunea , aria protejată conține 3 habitate naturale: Plantații de palmieri Phoenix, Păduri endemice cu Juniperus spp., Tufărișuri termo-mediteraneene și de pre-deșert.
La baza desemnării sitului se află o specie protejată de  plante: dragonier (Dracaena draco).